# Alfred de Zayas
Alfred-Maurice de Zayas, né le 31 mai 1947 à La Havane (Cuba), est un historien, juriste et écrivain de nationalité américaine et suisse.

## Biographie

### Études
De Zayas grandit à Chicago. Après des études de droit à Harvard, il passe les barreaux de New York et de Floride, et travaille notamment dans le cabinet de Cyrus Vance (1970-1974) à New York. Il se rend en Allemagne avec une bourse Fulbright, et enseigne dans la faculté de droit de l'université de Göttingen où il dirige un groupe de travail sur le droit humanitaire. Il obtient également un titre de docteur en histoire moderne dans cette même université. 

### Engagement aux Nations-Unies
Il est haut fonctionnaire des Nations unies pendant 22 ans (1981-2003), secrétaire du Comité des droits de l'Homme, chef du département de requêtes au Bureau du haut-commissaire aux droits de l'homme à Genève.[réf. nécessaire]
De 2012 à 2018, il officie avec le titre honorifique d'expert indépendant des Nations unies pour la promotion d'un ordre international démocratique et équitable. Il a présenté 14 rapports au Conseil des Droits de l'Homme et à l'Assemblée Générale, ainsi qu'une centaine de communiqués de presse sur les traités de libre commerce, l'arbitrage international et le droit d'auto détermination,,,

### Enseignement
Il est professeur invité de droit international à l'université DePaul (Chicago) de 1993 à 1994, où il monte une exposition sur l'expulsion de 15 millions d'Allemands de la Prusse-Orientale, Poméranie, Silésie, Bohème, Moravie à la fin de la Deuxième Guerre mondiale (conférence de Potsdam, article XIII du communiqué) et illustre ainsi le précédent de l'épuration ethnique en Bosnie. Cette exposition se basait sur son livre The German Expellees. Victims in War and Peace (Macmillan 1993).
Depuis sa retraite des Nations unies en 2003, Alfred de Zayas travaille comme professeur de droit international et d'histoire dans plusieurs universités, entre autres l'Institut de hautes études internationales (Genève), l'université de la Colombie-Britannique (Vancouver), l'université de Trèves, l'université d'Alcalá de Henares (Madrid), l'université d'Irlande (Galway), l'Institut Raoul Wallenberg (Lund, Suède), l'Académie internationale de droit constitutionnel à Tunis, la Schiller International University, l'American College of Switzerland (Leysin), et l'Institut international de droit humanitaire (San Remo).
En 2024, il est professeur de droit international et relations internationales à l'École de diplomatie et de relations internationales de Genève (Geneva School of Diplomacy).
Il participe régulièrement aux tables ronde des Nations unies, notamment sur les droits de minorités et des peuples autochtones[réf. nécessaire]. Il est un expert pour le génocide des Arméniens 1915-1923 et participe aux conférences internationales à ce sujet, au sujet du génocide contre les Grecs de Pontus et Smyrne et sur l'expulsion par la Turquie de 200 000 Chypriotes grecs en 1974. 
Par son travail, il reçoit l'Educator's Award 2011 de l'organisation Canadians for Genocide Education.

### Activités littéraires
En parallèle de ses activités, il rentre dans le groupe PEN International en 1989, dont il sera notamment membre du secrétariat général. Il organise également un salon littéraire à Genève et édite un journal littéraire nommée Ex tempore pendant un temps. De 1989 à 2005, il préside aussi la Société des écrivains des Nations unies (SENU), qui tient divers salons et conférences sur des thèmes liés aux engagements de l'ONU. Il est aussi membre de la Société genevoise des écrivains. 
Il reçoit en 2008  le prix culturel de la ville de Geislingen an der Steige pour ses traductions de Rainer Maria Rilke et Hermann Hesse.

## Publications

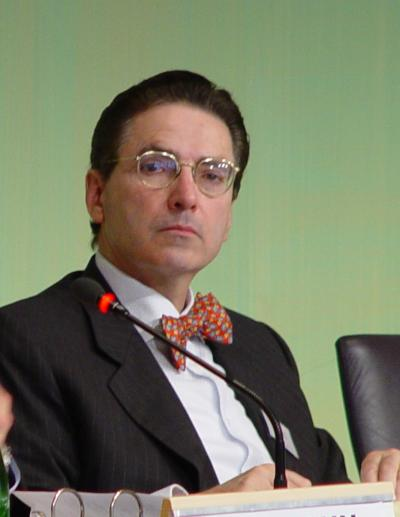
Alfred de Zayas en avril 2003.

Il est l'auteur de plusieurs ouvrages, parmi lesquels :
- 2009 : United Nations Human Rights Committee Case Law 1977-2008 N.P.Engel Publishers, Kehl am Rhein/Strasbourg, avec le juge islandais Jakob Th. Moeller,  (ISBN 978-3-88357-144-7).
- 2012 : 50 Theses on the Expulsion of the Germans from Central and Eastern Europe, Verlag Inspiration, Londres et Berlin,  (ISBN 978-3-9812110-4-7).
- 2011 : Völkermord als Staatsgeheimnis, Olzog Verlag, Munich.  (ISBN 978-3-7892-8329-1).
- 2010 : The Genocide against the Armenians and the relevance of the 1948 Genocide Convention, Beyrouth, Liban, Haigazian University Press.  (ISBN 978-9953-475-15-8).
- 2009 : The United Nations Human Rights Committee Case Law 1977-2008 (together with Jakob Th. Möller), N.P.Engel Publishers, Kehl/Strasbourg  (ISBN 978-3-88357-144-7).
- 2008 : 50 Thesen zur Vertreibung Londres/Munich, Verlag Inspiration.  (ISBN 978-3-9812110-0-9).
- 2005 : Rainer Maria Rilke. Die Larenopfer, Los Angeles : Red Hen Press.  (ISBN 1-59709-010-7) ; second édition révisée, avec préface de Ralph Freedman, 2008.
- 2001 : International Human Rights Monitoring Mechanisms (avec Gudmundur Alfredsson et Bertrand Ramcharan). La Haye, Kluwer, 2001.  (ISBN 90-411-1445-9), édition révisée, Brill, 2009.  (ISBN 978-90-04-16236-5).
- 1994 : Human Rights in the Administration of Criminal Justice (avec Cherif Bassiouni), New York, Transnational Press.  (ISBN 0-941320-87-1)
- 1994 : A Terrible Revenge: The Ethnic Cleansing of the East European Germans, New York: St. Martin's Press,  (ISBN 1-4039-7308-3) ; seconde édition révisée, Palgrave/Macmillan, New York 2006.